# 钦察 (元朝)
钦察（?—?），元朝大臣，元仁宗时中书参知政事，元英宗时中书平章政事。
延祐六年（1319年）由参议中书省事升任为参知政事。延祐七年（1320年），元英宗即位，钦察转任集贤学士。至治二年（1322年），由江南行台御史大夫转任中书省平章政事。至治三年（1323年），奉诏和枢密副使完颜纳丹审议元仁宗时颁布的法令，纂成《大元通制》。泰定元年（1324年），出为陕西行台御史大夫。